# Yehudà ha-Leví
Yehudà ha-Leví (hebreu: יהודה הלוי)  (Tudela, c. 1075 - Jerusalem, c. 1141) fou un poeta, rabí, filòsof i metge jueu d'Al-Àndalus. Va ser deixeble d'Isaac Alfassi, un dels més famosos Talmudistes d'Al-Àndalus, amic d'Abraham ben Meir ibn Ezra i amic i protegit de Moisès ibn Ezra.

## Biografia
Ha-Leví naix a Tudela al voltant de 1075, i allí estudia els seus primers anys. Jove encara, al voltant de 1085, inicia els seus estudis a Lucena, sota el mestratge d'Isaac Alfassi, i després viatja a Còrdova, on ja demostra els seus dots com a poeta, i més tard a Granada, on fou ajudat per Moisès ibn Ezra, ja un poeta consagrat, qui l'acollí a casa seva. En aquest període rep una completa educació de la cultura hebrea i àrab, que abasta la Bíblia, la literatura rabínica, la gramàtica, la poesia àrab i hebrea, la filosofia, la teologia i la medicina.
Amb la conquesta almoràvit de Granada en 1090, Ha-Leví es veu obligat a traslladar-se a Toledo, a on va exercir la medicina per sobreviure. Anys després, quan la pressió dels almoràvits es relaxa, torna a Al-Àndalus, i juntament amb el seu amic i col·lega Abraham ibn Ezra, recorren diverses ciutats: Còrdova, Sevilla, Lucena i Granada, entre d'altres. És aquesta època la més fecunda en la seva producció artística i intel·lectual, on tendeix a l'especulació bíblica amb la composició del Sefer ha-Kuzar i sent la nostàlgia de Jerusalem expressada en les Siònides. Se sap que es va casar i va tenir almenys una filla, que va acabar casant-se amb Isaac ibn Ezra, fill del seu amic Abraham ibn Ezra.
Amb Jerusalem en mans dels croats des de 1099, Ha-Levi participa en els corrents messiànics, i registra en un dels seus poemes un somni profètic que pronostica la caiguda dels règims islàmics i la vinguda del Messies jueu en 1130. El fracàs de la profecia va reforçar la seva determinació de viatjar a Terra Santa, i malgrat el consell d'amics i familiars, embarca amb el seu gendre Isaac en 1140 fins a Orient i recala a Alexandria, Damiata i El Caire, a on els seus amics i admiradors l'afalaguen i el complimenten, i el fan endarrerir en el seu desitjat viatge a Jerusalem. Mor, no se sap a on, en juliol de 1141, tal com escriu posteriorment en una carta el seu amic Halfon ben Nethaniel ha-Leví.
Una llegenda explica i completa les llacunes que tenim sobre la mort de Yehudà Ha-Leví: En arribar a prop de Jerusalem i dominat per la visió de la Ciutat Santa, es va aturar a cantar la seva elegia més bella, la cèlebre "Siònida", i en aquest instant va ser atropellat i mort per un àrab, que es va llançar endavant d'una porta.

## Obra
Fou un ferm defensor de l'hebreu, com es veu en tota l'obra poètica, i en les manifestacions del Kuzari, però al mateix temps escriu aquesta obra i un breu tractat de versificació en judeoàrab, segons el model diglòssic dels erudits jueus en els territoris arabòfons d'aquells moments.

### Poesia
Yehudà ha-Leví va ser un autor de composicions tant litúrgiques com seculars. Amb l'arribada dels almoràvits desapareix el to festiu i despreocupat dels seus versos de joventut, i les seves composicions poètiques es tornen més reflexives, buscant en la Bíblia la seva inspiració.

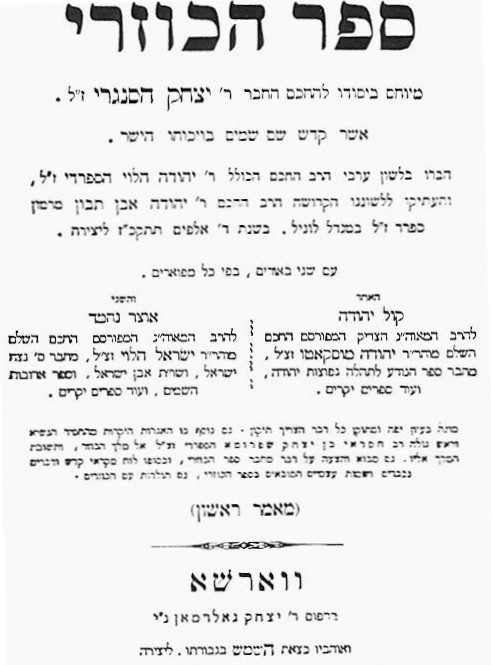
Portada d'una edició en hebreu de 1880 de la seva obra magna, Kuzari.

Expressa els temes profans de la poesia àrab tradicional en hebreu bíblic, i per tant, manifesta el mateix esperit barroc i manierista imperant en la poesia àrab del moment. Aquesta manera sofisticada d'expressió fou possible per tal com utilitza la llengua hebrea bíblica com llengua clàssica, semblant a l'àrab clàssic. Es caracteritza aquesta poesia per reelaborar els motius beduïns preislàmics, i per la presència d'un recurs principal que es manté en tot el poema (una antítesi, la combinació de dos sinònims, paraules del mateix camp semàntic o l'acumulació de metàfores en genitiu). La seva obra és extensa amb una temàtica diversa: amor, amistat, el mar, panegírics, cants de noça, elegies i composicions autobiogràfiques, entre d'altres; utilitzant diverses mètriques i estrofes.
La seva poesia sacra és una combinació de religió, nacionalisme i patriotisme. Els seus poemes canten la magnificència de Déu, la petició d'ajuda a Déu, la petició del perdó de Déu i la lloança de Déu per la seva Creació, tant per ell mateix, com pel poble jueu, a on es veu la realitat històrica: Els patiments del poble i els desitjos messiànics per arribar a Sió. Més de 300 poemes han estat adoptats en la litúrgia sinagogal.
- El seu diwan està format per uns 800 poemes, tant profans com sacres.[19][20]

### Filosofia religiosa
El seu pensament filosòfic és una barreja de principis aristotèlics, que van aconseguint cada vegada més força, i enunciats neoplatònics, el corrent filosòfic imperant en la seva època. Considera la matèria sensible constituïda pels accidents que perceben els sentits i una matèria primera on es troba la voluntat divina. Per ell la gènesi dels éssers concrets és deguda a les formes substancials, i això manté l'acció creadora i provident de la voluntat divina. L'ànima humana, extrínseca al cos, consta de diverses facultats: vegetativa, sensitiva i racional (específica de l'home), i està dotada de cinc sentits externs, i cinc sentits interns. Defensa la substancialitat i l'espiritualitat de l'ànima. També defensa la temporalitat del Món i l'eternitat de Déu, el qual és incorpori, omniscient, etern, i amb una voluntat omnímoda. Per Ha-Leví la llibertat està situada dins de la mecànica causal còsmica i la seva realitat és compatible amb el poder omnímode de Déu.
- Kitab ar-radd wa-d-dalol fi-d-din al-dalhil (Llibre de la refutació i prova de la religió menyspreada) o Sefer ha-Kuzar (Llibre del Kuzari).[22] Va ser escrit en judeoàrab[cal citació] i fou traduït a l'hebreu en 1167 per Judà ibn Tibbon. Un fet real, la conversió al judaisme de Josep, monarca khàzar, en el segle vii, li va servir com a suport argumental per a la seva exposició doctrinal. L'obra està estructurada d'una manera dialogada, i consta de cinc discursos. El llibre és una defensa de la religió jueva des d'una perspectiva ortodoxa i tradicionalista.[8]